# Аристанбеков Хайдар Аристанбекович
Хайдар Аристанбекович Аристанбеков (30 березня 1919, аул № 2 Семипалатинської області, тепер Актогайського району Карагандинської області, Казахстан — 2 лютого 1998, місто Алмати, Казахстан) — радянський казахський діяч, вчений-агроном, ректор Казахського сільськогосподарського інституту, міністр сільського господарства Казахської РСР, голова Алма-Атинського і Східно-Казахстанського облвиконкомів, голова Західно-Казахстанського крайвиконкому. Депутат Верховної ради Казахської РСР 3—4-го і 6—9-го скликань. Депутат Верховної ради СРСР 5-го скликання. Кандидат економічних наук (1954), професор (1960), член-кореспондент Академії наук Казахської РСР (1962), почесний академік Казахської академії сільськогосподарських наук, почесний академік Народної академії «Екологія» (1995).

## Життєпис
Народився в селянській родині. Походив з підроду дадан роду тобикти казахського племені аргин.
З 1929 по 1936 рік працював у Балхашській районній спілці споживчої кооперації Казакської АРСР, навчався в дослідно-показовій школі при Капальському педагогічному технікумі.
У 1937 році — інспектор районного уповноваженого Комітету заготівель СРСР по Казахській РСР.
У 1940 році — екскурсовод Казахського павільйону Всесоюзної сільськогосподарської виставки у Москві.
У 1941 році закінчив Казахський державний сільськогосподарський інститут, агроном-полевод.
У 1941 році працював агрономом радгоспу в Казахській РСР. Член ВКП(б) з 1941 року.
У 1942 році — помічник начальника політичного сектору Алма-Атинського тресту радгоспів.
У 1942—1943 роках — помічник начальника політичного управління Народного комісаріату радгоспів Казахської РСР.
У 1943—1945 роках — слухач Вищої партійної школи при ЦК ВКП(б) у Москві.
У 1945—1946 роках — завідувач сектору ЦК КП(б) Казахстану.
У 1946—1947 роках — заступник народного комісара (міністра) технічних культур Казахської РСР.
У 1947—1950 роках — заступник міністра сільського господарства Казахської РСР.
У 1950 році — 1-й заступник міністра бавовництва Казахської РСР.
У 1950—1952 роках — голова виконавчого комітету Алма-Атинської обласної ради депутатів трудящих.
У 1952—1954 роках — директор павільйону Казахської РСР на Всесоюзній сільськогосподарській виставці (Виставці досягнень народного господарства СРСР) у Москві.
У 1954 році захистив кандидатську дисертацію на тему «П'ятирічний план розвитку господарства сільськогосподарської артілі «Червона Зірка» Джамбулської області».
У 1954—1957 роках — 1-й заступник міністра радгоспів Казахської РСР.
У 1957 році — директор Казахського науково-дослідного інституту землеробства.
8 січня 1958 — 1 серпня 1960 року — голова виконавчого комітету Східно-Казахстанської обласної ради депутатів трудящих.
У 1960—1961 роках — президент Академії сільськогосподарських наук Казахської РСР.
У 1961—1962 роках — міністр сільського господарства Казахської РСР.
У травні 1962 — 1963 року — голова виконавчого комітету Західно-Казахстанської крайової ради депутатів трудящих.
У 1963—1981 роках — ректор Казахського державного сільськогосподарського інституту.
У 1981—1987 роках — завідувач кафедри Казахського державного сільськогосподарського інституту.
Основні напрями наукових досліджень — охорона та ефективне використання лісового фонду, захист ґрунтів від водної ерозії.
З 1987 року — персональний пенсіонер у Алма-Аті. Помер 2 лютого 2008 року в місті Алмати.

## Вибрані праці
- Шляхи подальшої інтенсифікації кормової бази в передгірних районах відгінного тваринництва в Казахській РСР: (На прикладі Алма-Атинської області): Автореф. дис. канд. екон. наук. М., 1954.
- Роль радгоспів у збільшенні виробництва зерна у Казахстані. 1955.
- Успіхи радгоспів Казахстану у вирішенні зернової проблеми. Москва: Знання, 1957.
- Голодний степ сьогодні та завтра. Алма-Ата: Каздержвидав, 1958.
- Трудова перемога: Західно-Казахстанський край — край великого тваринництва та розвиненого зернового господарства. Алма-Ата: Казсільгоспдержвидав, 1963.
- Ленінський кооперативний план у дії. Алма-Ата: Кайнар, 1969.
- Сільськогосподарська освіта у Казахській РСР. Алма-Ата, 1972.
- Питання економіки радгоспного виробництва Казахстану. Алма-Ата : Наука, 1973. (в співавторстві)
- Методичний посібник з охорони навколишнього середовища. Алма-Ата: [КазСГІ], 1974. (в співавторстві)
- Природа і ми. Алма-Ата : Кайнар, 1975. (в співавторстві)
- Радгоспи та колгоспи — на індустріальну основу. Алма-Ата: Казахстан, 1976. (в співавторстві)

## Нагороди
- орден «Парасат» (Казахстан) (2006)
- орден Жовтневої Революції
- два ордени Трудового Червоного Прапора
- медаль «За трудову доблесть»
- медалі
- Почесні грамоти Верховної ради Казахської РСР
- Заслужений працівник сільського господарства Казахської РСР (1967)